# Lliga alemanya de futbol 2003-04
La Fußball-Bundesliga 2003-04 va ser la 41a edició de la Lliga alemanya de futbol, la competició futbolística més important del país.

## Classificació
- Font: www.resultados-futbol.com/bundesliga2004'